# Service historique de la Défense
Le service historique de la Défense (SHD) est le centre d'archives du secrétariat général de la Défense et de la Sécurité nationale (SGDSN), du ministère des Armées et des forces armées françaises. Il a été créé par le décret no 2005-36 du 17 janvier 2005 modifié notamment par le décret no 2012-1232 du 5 novembre 2012. Ce service à compétence nationale est rattaché à la direction de la mémoire, de la culture et des archives (DMCA), l'une des directions du secrétariat général pour l'administration (SGA) du ministère des Armées, et est chargé de la gestion des archives militaires en France.
Le SHD comprend une dizaine de sites : le Centre historique des archives à Vincennes, Caen et Le Blanc, le Centre des archives de l’armement et du personnel civil (CAAPC) à Châtellerault, le Centre des archives du personnel militaire (CAPM) à Pau et les sites constituant le département du réseau territorial (DRT) à Cherbourg, Brest, Lorient, Rochefort et Toulon. Au total, il conserve près de 450 kilomètres linéaires d'archives, dont 100 km à Vincennes et 70 km à Châtellerault, ce qui en fait, en volume, le premier service d'archives de France.
Le SHD possède également l’une des bibliothèques les plus prestigieuses de France, qui compte plus d’un million de volumes, du XVe au XXIe siècle. Première bibliothèque d'Europe spécialisée en histoire militaire, elle conserve, outre des éditions rares et des reliures de luxe, de nombreux manuscrits - tel le cahier de géographie de Louis XVI enfant ou la Cosomographie universelle, selon les navigateurs tant anciens que modernes de Guillaume le Testu (1556) - ou encore des recueils originaux de cartes et de plans anciens. Elle a reçu en 2018 le label « collections d'excellence » dans le cadre du dispositif national CollEx-Persée, la reconnaissant comme bibliothèque de référence en histoire militaire.

## Histoire

### Services précédents
Le service historique de la Défense est issu du regroupement, en 2005, de quatre services historiques relevant des différentes forces armées (armée de Terre, Marine, armée de l'Air, Gendarmerie nationale).

#### Service historique de l'Armée de terre

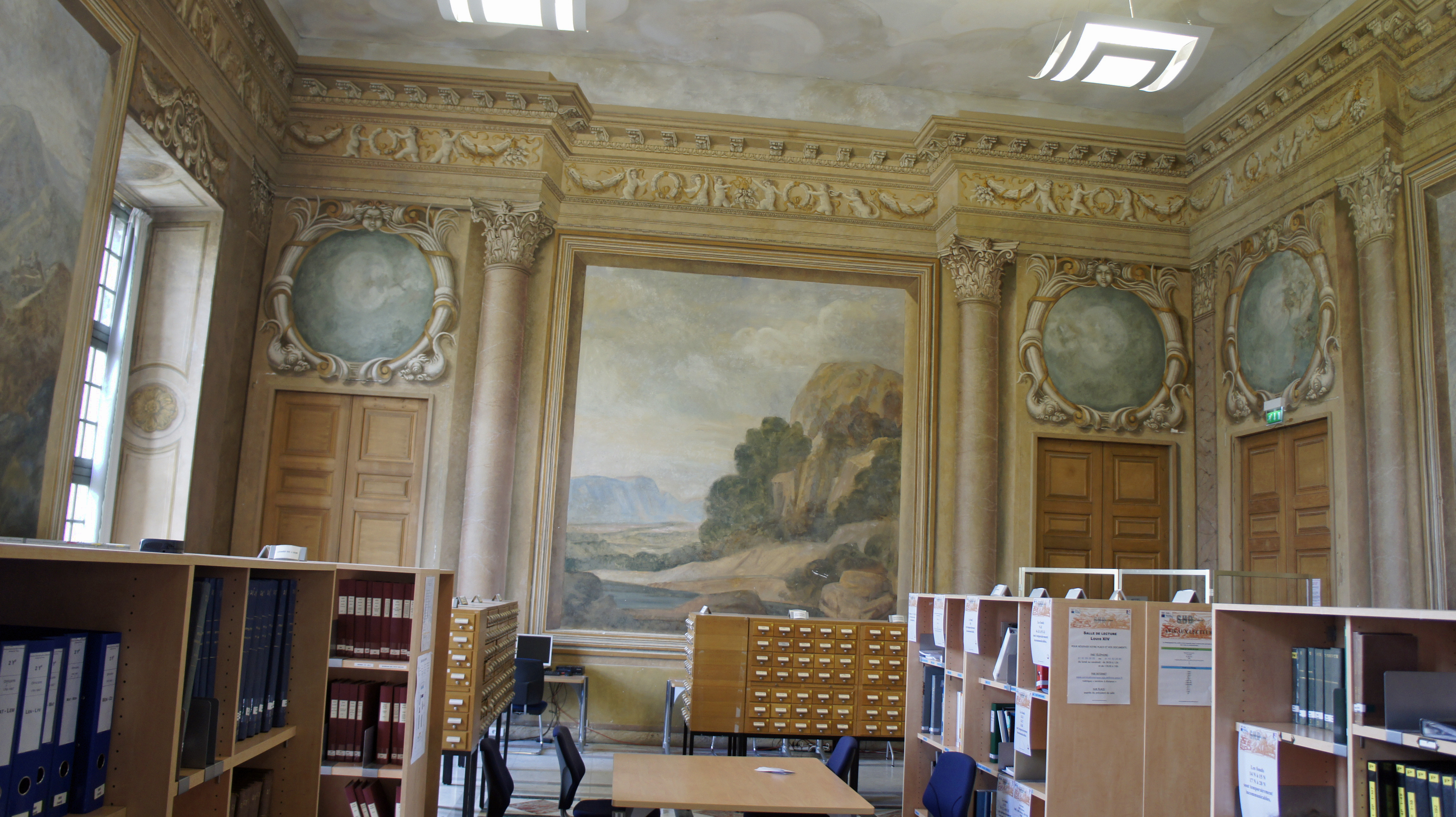
Salle de lecture Louis XIV du château de Vincennes.

Le service historique de l'armée de terre (SHAT) est issu du dépôt de la Guerre, dont les attributions historiques ont été confiées en 1887 à une section historique de l'état-major de l'armée devenu service historique de l'armée en 1919 et rebaptisé service historique de l'armée de terre dans les années 1970.
Le SHAT était installé au château de Vincennes. Il conservait les archives du ministère de la Guerre, du SGDSN, de l'administration centrale du ministère de la Défense et de l'armée de terre française. Lors de la création du service historique de la Défense, le 17 janvier 2005, le SHAT en devient le département « Terre ».

#### Service historique de la Marine
Héritier de la direction des Archives et Bibliothèques du ministère de la Marine (créée au XVIIe siècle et située dans l'hôtel de la Marine à Paris), le service historique de la Marine (SH/Mar ou SHM) est créé le 20 juillet 1919 et s'installe dans le tout nouveau bâtiment de l'avenue Octave-Gréard. L'accroissement significatif des fonds d'archives oblige le déménagement de l'échelon central vers le pavillon de la Reine du château de Vincennes, en 1974. Le SHM possède des antennes portuaires à Cherbourg, Brest, Lorient, Rochefort et Toulon.

#### Service historique de l'Armée de l'air
L'origine du service historique de l'armée de l’air (SHAA) remonte à décembre 1934 lorsqu'est créé le « service des études historiques et géographiques de l'Air ». Il est concomitant à la création en 1934 de l'"Armée de l'Air" proprement dite. Le service, qui succède à la section aéronautique existant depuis 1930 au sein du service historique de l'Armée, est mis en place par le lieutenant-colonel Chambe qui en est son premier directeur. Cet officier, collaborateur à l’État-major particulier du ministre de l'Air Victor Denain, est par ailleurs un écrivain de l'aviation reconnu. Trois missions lui sont alors imparties : recueillir et classer les archives de l'aéronautique militaire et de l'armée de l'air, rédiger l'histoire de l'aviation militaire, établir des cartes aériennes. Pour ce faire, le service reçoit les archives des unités de la Première Guerre mondiale et de l'ancienne direction de l'aéronautique du ministère de la Guerre. Marquant son identité, il s'installe dès 1935 dans les locaux du ministère de l'Air, boulevard Victor, à Paris.
Après une période d'inactivité entre 1936 et 1939, le service se reconstitue sous le nom de service historique de l'Armée de l'air (SHAA) et voit ses missions archivistique et historique renforcées, au détriment de sa mission géographique qui disparaît. Son activité ne cesse pas pendant la Seconde Guerre mondiale, malgré une série de transferts par ailleurs fort dommageables pour ses fonds d'archives. Recréé en 1945, le SHAA s'installe à l'École militaire où il est rattaché au Centre d'enseignement supérieur aérien (CESA) à compter du 1er avril 1946, puis à Versailles en 1948, et enfin en 1968 au château de Vincennes, avec le service historique de l'Armée de terre, rejoint en 1974 par celui de la Marine.
Une partie de ces archives a été détruite face à l'avance des troupes allemandes en 1940. Une autre, capturée intacte, fut transférée en Allemagne pour étude. Ensuite, c'est au tour des Soviétiques de rassembler ces archives, et de les expédier à Moscou comme prise de guerre. À la suite d'un accord avec les autorités russes, ces archives sont en cours de réintégration au sein du service[réf. souhaitée].

#### Service historique de la Gendarmerie nationale
Le service historique de la Gendarmerie nationale (SHGN) a été créé en 1996 au Fort de Charenton à Maisons-Alfort. Rattaché au service historique de la Défense lors de la création de celui-ci en janvier 2005, il est présent au château de Vincennes depuis la fin 2006, mais comprend également deux dépôts d'archives déconcentrés, à Fontainebleau (Seine-et-Marne) et au Blanc (Indre). Les documents de ces sites sont communiqués dans la salle de lecture Louis XIV, située à Vincennes.

### Service actuel
Envisagés depuis l'après-guerre, des projets visant à réunir les différents services historiques ont été envisagés mais aucun n'a pu aboutir avant 2005. Ces échecs étaient dus notamment aux différences de culture entre le SHAT, le SHM et le SHAA et leurs armées respectives.
De 2005 à 2012, l'organisation du SHD s'appuie essentiellement sur quatre départements d'armée (Terre, Marine, Air, Gendarmerie), issus des anciens services historiques respectifs des différentes armées, ainsi que sur trois départements transversaux (département interarmées, ministériel et interministériel, département de l'innovation technologique et des entrées par voie extraordinaire, département des publics et de la valorisation).
À compter de 2012, le SHD intègre le centre des archives du personnel militaire (CAPM, ex-bureau central d'archives administratives militaires ou BCAAM), qui relevait précédemment de la direction du service national.

## Missions
Le service historique de la Défense assure, selon les termes mêmes du décret le constituant :
- Le contrôle scientifique et technique des archives courantes ;
- Le contrôle scientifique et technique, la collecte, la conservation et la gestion des archives intermédiaires de la défense qui relèvent de sa compétence, selon des modalités fixées par arrêté ;
- La collecte, la conservation et la gestion des archives définitives de la défense ;
- La collecte, la conservation et la gestion des autres documents qui sont attribués ou remis au ministère de la Défense, à titre onéreux ou gratuit ;
- La communication des archives de la Défense et leur mise en valeur ;
- L’instruction des demandes de communication, par dérogation, des archives de la Défense (…) ;
- La gestion des bibliothèques patrimoniales qui relèvent de sa compétence ;
- La gestion de la symbolique militaire.

Ce service contribue également aux travaux relatifs à l’histoire de la Défense.
Dans une interview publiée le 1er février 2020, l'historien Jean-Marc Berlière s'alarme des difficultés que, contrairement à une décision prise en 2015 par le président François Hollande, les autorités mettent à la consultation de certains fonds d'archives, notamment des fonds du Service historique de la Défense ayant trait à la Seconde Guerre mondiale.

## Organisation
L'organisation du SHD repose sur le décret du 17 janvier 2005 modifié et sur l'arrêté du 5 novembre 2012.
Le SHD comprend un pôle de pilotage scientifique et technique ainsi qu'un bureau de la coordination, directement rattachés au chef du service. Il comprend en outre le Centre historique des archives, le Centre des archives du personnel militaire et le Centre des archives de l'armement et du personnel civil, ainsi qu'un département de la bibliothèque, un département histoire et symbolique et un secrétariat général, directement rattachés à la direction du SHD.
Le centre historique des archives est organisé en départements :
- département de la collecte et des recherches à caractère administratif ;
- département des fonds d'archives ;
- département des entrées par voie extraordinaire ;
- département des services au public ;

Le centre historique des archives est notamment responsable des publications du SHD (ouvrages, site Internet, Revue historique des armées).
Le centre des archives du personnel militaire est organisé en départements et bureaux :
- département de la collecte et de la conservation des archives ;
- département de l'exploitation et de la valorisation des archives ;
- bureau du pilotage, de la qualité et de la prévention ;
- bureau expert métier.

Le centre des archives de l'armement et du personnel civil est organisé en départements et bureaux :
- département des archives de l'armement ;
- département des archives du personnel civil ;
- bureau des publics et de la valorisation ;
- bureau du pilotage, de la qualité et de la prévention.

Le secrétariat général est organisé en bureaux :
- bureau finances-achats ;
- bureau des ressources humaines;
- bureau infrastructure, logistique et sécurité incendie.

## Chefs récents des services historiques d'armées jusqu'en 2005 et chefs du service historique de la Défense.
| Service historique de l'Armée de terre | Service historique de la Marine | Service historique de l'Armée de l'air | Service historique de la Gendarmerie nationale |
| --- | --- | --- | --- |
| - Général de brigade Charles de Cossé-Brissac - Général Jean Fournier. - Général Jean Delmas - Colonel Paul Gaujac (1990-1994) - Général de brigade Jean-Louis Mourrut (1994-1997) - Général André Bach (1997-2000) - Général Michel Berlaud - Général Jean-Jacques Sénant | - Contre-amiral (2S) Jacques Chatelle (1982-1990) - Contre-amiral (2S) Jean Kessler (1990-1996) - Contre-amiral (2S) Jean-Pierre Beauvois (1996-2002) - Contre-amiral (2S) Alain Bellot (2002-2005) | - Général Tassin de Saint-Péreuse - Général Hayez (jusqu'en 1974) - Général Charles Christienne (1974-1985) - Général Lucien Robineau (1985-1994) - Général Hugues Silvestre de Sacy (1994-2001) - Général Roland Le Bourdonnec (2001-2005) | - Général de brigade Jean-Claude Marion (1996-1998) - Général de brigade Georges Philippot (1998-2003) - Général de brigade Yves-Alain Quentel (2003-2005) |
| Service historique de la Défense | | | |
| - Vice-amiral d'escadre Louis Dubessey de Contenson (2005-2008). - Général de division (2S) Gilles Robert (2008-2011). - Général de brigade Olivier Paulus (2011-2013). - Général de brigade Vincent Leroi (2013-2015) - Administrateur général Pierre Laugeay (2015-2020) - Conservateur général du patrimoine Henri Zuber (2020-2021, par intérim) - Conservatrice générale du patrimoine Nathalie Genet-Rouffiac (2021-2024). - Administratrice de l'Etat du 2e grade Nadine Marienstras (depuis 2024). | | | |

## Publications
- Jean Nicot, Caroline Piketty et Philippe Schillinger, Inventaire des archives de l'Algérie, t. II : 1945-1967 (sous-série 1 H / Ministère de la défense, État-major de l'armée de terre, Service historique), Vincennes, SHAT, 1994, 629 p. (BNF 36682004, lire en ligne).